# Белозуби туко-туко
Белозуби туко-туко (Ctenomys leucodon) је врста глодара (Rodentia) из породице туко-тукоа (Ctenomyidae).

## Распрострањење
Врста има станиште у Перуу и Боливији.

## Станиште
Станиште врсте је подручје око језера Титикака. Врста је по висини распрострањена од 3.800 до 4.500 метара надморске висине.

## Угроженост
Ова врста је наведена као последња брига, јер има широко распрострањење и честа је врста.